# Abu Abd Allah III
 (mai 2025).
Si vous disposez d'ouvrages ou d'articles de référence ou si vous connaissez des sites web de qualité traitant du thème abordé ici, merci de compléter l'article en donnant les références utiles à sa vérifiabilité et en les liant à la section « Notes et références ».
En pratique : Quelles sources sont attendues ? Comment ajouter mes sources ?
Vous pouvez aider à l'améliorer ou bien discuter des problèmes sur sa page de discussion.
- Certaines informations devraient être mieux reliées aux sources mentionnées dans la bibliographie ou les liens externes. Améliorez sa vérifiabilité en les associant par des références. (Marqué depuis février 2025)
- Il n’est pas rédigé dans un style encyclopédique. (Marqué depuis février 2025)
- La traduction doit être revue. Le contenu est difficilement compréhensible à cause d’erreurs de traduction, peut-être dues à l’utilisation d’un logiciel de traduction automatique. (Marqué depuis février 2025)

Pour les articles homonymes, voir al-Mutawakkil.
Abu Abdullah III Muhammad al-Mutawakkil,  El Mouttawakil, El Metaoukel ou encore Abu Abdullah III est un sultan zianide dissident qui se proclame sultan à Alger en 1438, puis à Tènès, avant de réunifier le domaine zianide en 1461. Il met fin ainsi à une division du royaume liée a des querelles de succession entre prétendants. Il finit par réunifier le Maghreb central et reprend Tlemcen en 1461. Il déporte son prédécesseur Abou l'Abbas Ahmed en Espagne où il meurt. Il sera remplacé par son fils Abou Thabet Mohamed à sa mort 1474,.

## Biographie
En 1437, le prince Muhammad al-Mutawakkil, qui était en exil en Tunisie, retourna dans les domaines abdalwadides et, avec le soutien du chef de la tribu Béni Amer, Abu Zayyan Muhammad al-Maston, s'empara d'Alger le 5 janvier 1439. Al-Maston prit le pouvoir dans la ville, et al-Mutawakkil se rendit à Mitidja et à Médéa. Il captura plus tard Miliana et attaqua Ténès. Le 7 mars 1440, une rébellion éclate à Alger et les rebelles tuent Abu Zayyan. Al-Mutawakkil réussit à maintenir son contrôle sur Ténès et partout sauf Alger, mais sa force commença à faiblir.
En 1461, al-Mutawakkil quitta Miliana et se dirigea avec ses forces vers Tlemcen. Ayant obtenu la capitulation d'Oran, il assiégea la capitale et la prit le troisième jour, le 4 février 1462. Le père d'al-Mutawakkil, l'émir Abu Abbas Ahmad I, s'enfuit à Habbad et al-Mutawakkil fut proclamé émir sous le nom d'Abū ʿAbd Allāh III.
Abu Abbas Ahmad fut bientôt capturé par les troupes d'Abu Abdallah, mais il décida de pardonner à son père et de l'envoyer en exil à Grenade. Mais l'ancien émir revient bientôt et, à la tête d'une armée unie d'Arabes et de Berbères, met le siège devant Tlemcen (juillet 1463). À la fin du siège de deux semaines, Abu Abbas Ahmad fut tué lors d'une bataille décisive avec les défenseurs de la ville.
Le parent d'Abu Abdallah, Muhammad ibn Abd ar-Rahman ibn Abou Uthman, qui soutenait Abu Abbas Ahmad, fit bientôt valoir ses revendications et, avec le soutien du clan Shiqqaq, assiégea à nouveau Tlemcen. Certains des assiégeants réussirent même à entrer dans la ville, mais ils rencontrèrent une forte résistance de la population, et ceux qui ne furent pas tués prirent la fuite. L'armée assiégeante était démoralisée et de nombreux soldats désertèrent. Les rebelles restants, dirigés par le prince Muhammad ibn Ghalib, frère de Mahomet, se retirèrent à Oujda, d'où un nouveau soulèvement était prévu. Après plusieurs attaques réussies contre les troupes gouvernementales, Muhammad ibn Ghalib se rendit dans les montagnes de Beni Urnid, où il fut tué par les soldats de l'émir le 19 juin 1464.
En 1466, une délégation de nobles de Tlemcen se rendit à la cour de Tunis pour demander au sultan hafside Abou Omar Uthman ibn Masud de déposer Abu Abdallah III, soulignant que l'émir avait rompu sa vassalité envers Tunis (la vassalité avait été établie en 1431 et était largement nominale, surtout après 1462). La noblesse préparait également un soulèvement avec le soutien de la confédération des tribus donavides et de quelques autres tribus. Abu Umar Uthman a décidé de nommer un nouvel émir - Abu Jamil Zayyan ibn Abu Malek Abd al-Wahid (mai 1466), le fils de l'ancien émir Abu Malek I. Outre le sultan, les troupes tunisiennes étaient dirigées par Muhammad ibn Farh al-Jabai et Cheikh Ahmad al-Banzarti. Alors qu'Abu Omar Othman quittait Tunis (24 juin 1466), le chef de la confédération des tribus Donawid, Cheikh Muhammad ibn Sabbah, et le chef du clan Beni Said, Cheikh Muhammad ibn Said, furent défaits par les forces gouvernementales, et la rébellion contre Abu Abdullah échoua. Lorsque l'expédition d'Ubu Umar Usman arriva à Béjaïa, seules des délégations de Ténès, Miliana, Médéa et de plusieurs tribus vinrent voir le sultan pour une audience. 
L'expédition continue d'avancer plus profondément dans les possessions abdalwadides et s'approche de Tlemcen le 19 novembre 1466. Le siège commença, mais à la fin du premier jour, les défenseurs commencèrent une sortie et une violente bataille eut lieu. Le deuxième jour, la ville fut prise d'assaut, mais échoua, et le lendemain, la pluie empêcha les combats. Finalement, le quatrième jour, une délégation de la ville arriva pour demander la clémence du sultan. Les ambassadeurs présentèrent à Abu Omar Othman une lettre d'Abu Abdallah III, qui reconnaissait une fois de plus la suzeraineté du sultan de Tunis. Il offrit également la main d'une de ses filles au prince Abu Zakariya Yahya, fils du prince Al-Mas'ud et petit-fils d'Abu Umar Uthman. Suite à cet accord, les troupes tunisiennes quittent Tlemcen le 14 mars 1467.
Abu Abdallah III resta au pouvoir sans problème jusqu'à sa mort, survenue entre 1468 et 1474. Il laissa six fils, dont deux régna également plus tard sur Tlemcen. Son successeur fut son fils aîné, Abu Tashufin III.